# Marilia biloba
Marilia biloba is een schietmot uit de familie Odontoceridae. De soort komt voor in het Neotropisch gebied.